# Prodecatoma bengalensis
Prodecatoma bengalensis is een vliesvleugelig insect uit de familie Eurytomidae. De wetenschappelijke naam is voor het eerst geldig gepubliceerd in 1981 door Mukerjee.